# Río Maullín
Der Río Maullín ist ein Fluss im Süden Chiles in der Región de los Lagos. Er ist der einzige Abfluss des Lago Llanquihue und fließt in den Pazifischen Ozean.

## Geschichte
Die Region um den Río Maullín ist schon lange besiedelt. So befindet sich die Ausgrabungsstätte Monte Verde am Ufer eines Nebenflusses des Río Maullín. Dort wurden Überreste menschlicher Besiedlung von vor 12.000 bis 14.000 Jahren gefunden. Im 16. Jahrhundert wurde der Maullín schließlich von García Hurtado de Mendoza wiederentdeckt. Es kam jedoch in der Folge zu Auseinandersetzungen mit den indigenen Mapuche, im 18. Jahrhundert diente der Maullín als Grenze zwischen den Spaniern und den Cunco. 1856 und 1857 wurde der Maullín von Francisco Hudson und Francisco Vidal Gormaz erkundet und die Umgebung kartografiert. In den folgenden Jahrzehnten kam es zu Einwanderungswellen deutscher Siedler in die Region um den Lago Llanquihue und den Río Maullín.

## Verlauf
Der Maullín ist der einzige Abfluss des Lago Llanquihue. Er entspringt in der Gemeinde Llanquihue und fließt in südwestlicher Richtung durch das Gebiet der Gemeinden Puerto Varas, Puerto Montt und Los Muermos, ehe er bei Maullín in den Pazifischen Ozean mündet. Insgesamt hat er eine Länge von 85 Kilometern.

## Flora, Fauna und Schutzzustand
Noch heute ist der Río Maullín verwachsen und nicht schiffbar. Er fließt durch den chilenischen Regenwald. Besonders seine Mündung ist durch ihre Form als Ästuar gekennzeichnet. Die dort entstandenen Feuchtgebiete beherbergen eine große Vogelpopulation, unter anderem Chileflamingos, Bronzekiebitze und Patagonienmöwen. Im Flussgebiet befinden sich außerdem der Nationalpark Vicente Pérez Rosales sowie das Reserva Nacional Llanquihue.